# مشيخة العلوي
مشيخة العلوي أو علوي، كانت مشيخة تقع في منطقة عدن بجنوب غرب اليمن. وكانت عاصمتها القشعة. وقد ألغت المشيخة في عام 1967 عندما أعلن عن استقلال جمهورية اليمن الديمقراطية الشعبية.

## نبذة
مشيخة العلوي هي واحده من أصل «التسعة الكانتونات» التي وقعت اتفاقات حماية مع بريطانيا العظمى في أواخر القرن 19 وأصبحت جزءاً من محمية عدن البريطانية. انضمت في وقت لاحق إلى اتحاد إمارات الجنوب العربي الذي خلفه اتحاد الجنوب العربي.
القشعة كانت عاصمة للمشيخة العلوية في جنوب اليمن. وهي مدينة صغيرة في محافظة لحج الآن. وآخر شيوخها كان صالح بن صايل العلوي وبعده الغيت المشيخة في عام 1967 عند تأسيس جمهورية اليمن الديمقراطية الشعبية التي هي الآن جزء من الجمهورية اليمنية.
يحد مشيخة العلوي من الجهة الجنوبية سلطنة الحواشب والضنبري، ومن الجهة الشمالية بلاد الأميري، ومن الجهة الشرقية ردفان، ومن الجهة الغربية سلطنة الحواشب أيضاً.
مشيخة العلوي ألغيت بعد قيام الثورة في الجنوب، ولكن استمر شيوخها بالتناوب في المشيخة، حيث تولّى الشيخ فضل بن صالح المشيخة، وبعد موته تولى اخوه الشيخ توفيق بن صالح بن صائل، ولا زال إلى اللآن شيخا على قرية القشعة وما جاورها.
القشعة قرية كبيرة، وهي قرية زراعية وسيانحية، يوجد فيها بعض الحيوانات كالنمور والضباع والثعالب والارانب والضب والورر (الورل)،ومن الطيور الهدهد والحداة والسافع (الصقر) الحمام البري والجرع. والقشعة ذات عمق تاريخي، كما انها تمتد على سفح جبل سبأ التاريخي.

### الحكام
كان حكام مشيخة آل علوي يلقبون شيخ مشايخ آل العلوي.

#### شيوخ
- 1800 - 1839 شايف العلوي
- 1839 - 18.. هلال بن شايف العلوي
- 18.. - مارس 1875 شايف بن شايف العلوي
- 1875 - 1892 سعيد بن صالح العلوي
- 1892 - أبريل 1898 شايف بن سعيد العلوي
- 1898 الحسين بن صالح العلوي
- 1898 - يوليو 1920 علي بن ناصر العلوي
- 1920 - 1925 عبد النبي بن علي العلوي
- 1925 - 1940 محسن بن علي العلوي
- 1940 - 28 أغسطس 1967 صالح بن صايل العلوي